# アク・バルス・アエロ
アク・バルス・アエロ（ロシア語: ОАО «Ак Барс Аэро»、英語: OJSC Ak Bars Aero）、旧称ブグリマ航空（英語: Bugulma Air Enterprise、ロシア語: ОАО «Бугульминское авиапредприятие»）はかつてロシア・タタールスタン共和国ブグリマのブグリマ空港に本社を置いていた航空会社。定期旅客便および旅客チャーター便を運航していた。拠点はブグリマ空港であった。
経営難のため2015年1月12日から定期旅客便の運航を停止しており、保有する15機のCRJ200を他社へリースする予定である。

## 歴史
同社はかつてはアエロフロート・ロシア航空のブグリマ支局であったが、1993年にブグリマ航空として設立された。2010年にブランド名をアク・バルス・アエロに改めた。

## 就航都市
2014年2月時点で、アク・バルス・アエロの就航都市は以下の通り。

### 国際線
アゼルバイジャン
- バクー - ヘイダル・アリエフ国際空港[7]

### 国内線
アストラハン州
- アストラハン - アストラハン・ナリマノヴォ国際空港

 バシコルトスタン共和国
- ウファ - ウファ国際空港

 ベルゴロド州
- ベルゴロド - ベルゴロド国際空港

 チュヴァシ共和国
- チェボクサル - チェボクサル空港

 チェリャビンスク州
- チェリャビンスク - バランジノ空港 (Бала́ндино)
- マグニトゴルスク - マグニトゴルスク国際空港

クリミア共和国
- シンフェロポリ - シンフェロポリ国際空港

 クラスノダール地方
- ソチ - ソチ国際空港

 カリーニングラード州
- カリーニングラード - フラブロヴォ空港

 キーロフ州
- キーロフ - ポベジロヴォ空港 (en)

 クルスク州
- クルスク - クルスク東空港 (en)[8]

 マリ・エル共和国
- ヨシュカル・オラ - ヨシュカル・オラ空港 (en)

 モルドヴィア共和国
- サランスク - サランスク空港 (en)

 モスクワ /  モスクワ州
- モスクワ - ドモジェドヴォ国際空港（準ハブ空港）

 ニジニ・ノヴゴロド州
- ニジニ・ノヴゴロド - ストリギノ国際空港[9]

 ノヴォシビルスク州
- ノヴォシビルスク - トルマチョーヴォ空港

 ペンザ州
- ペンザ - ペンザ空港 (en)

 ペルミ地方
- ペルミ - ボリショエ・サヴィノ空港

 ロストフ州
- ロストフ・ナ・ドヌ - プラトフ国際空港[10]

 サマラ州
- サマーラ - クルモチ国際空港[11]

 サラトフ州
- サラトフ - サラトフ中央空港

 サンクトペテルブルク /  レニングラード州
- サンクトペテルブルク - プルコヴォ空港

 スタヴロポリ地方
- ミネラーリヌィエ・ヴォードィ - ミネラーリヌィエ・ヴォードィ空港

 スヴェルドロフスク州
- エカテリンブルク - コルツォヴォ空港

 タタールスタン共和国
- ブグリマ - ブグリマ空港（ハブ空港）
- カザン - カザン国際空港（ハブ空港）
- ニジネカムスク / ナーベレジヌイェ・チェルヌイ - ベギシェヴォ空港

 チュメニ州
- ハンティ・マンシ自治管区
  - ニジネヴァルトフスク - ニジネヴァルトフスク空港

 ヤマロ・ネネツ自治管区
  - ノーヴィ・ウレンゴイ - ノーヴィ・ウレンゴイ空港

 ウリヤノフスク州
- ウリヤノフスク - ウリヤノフスク・バラタエフカ空港

## 保有機材

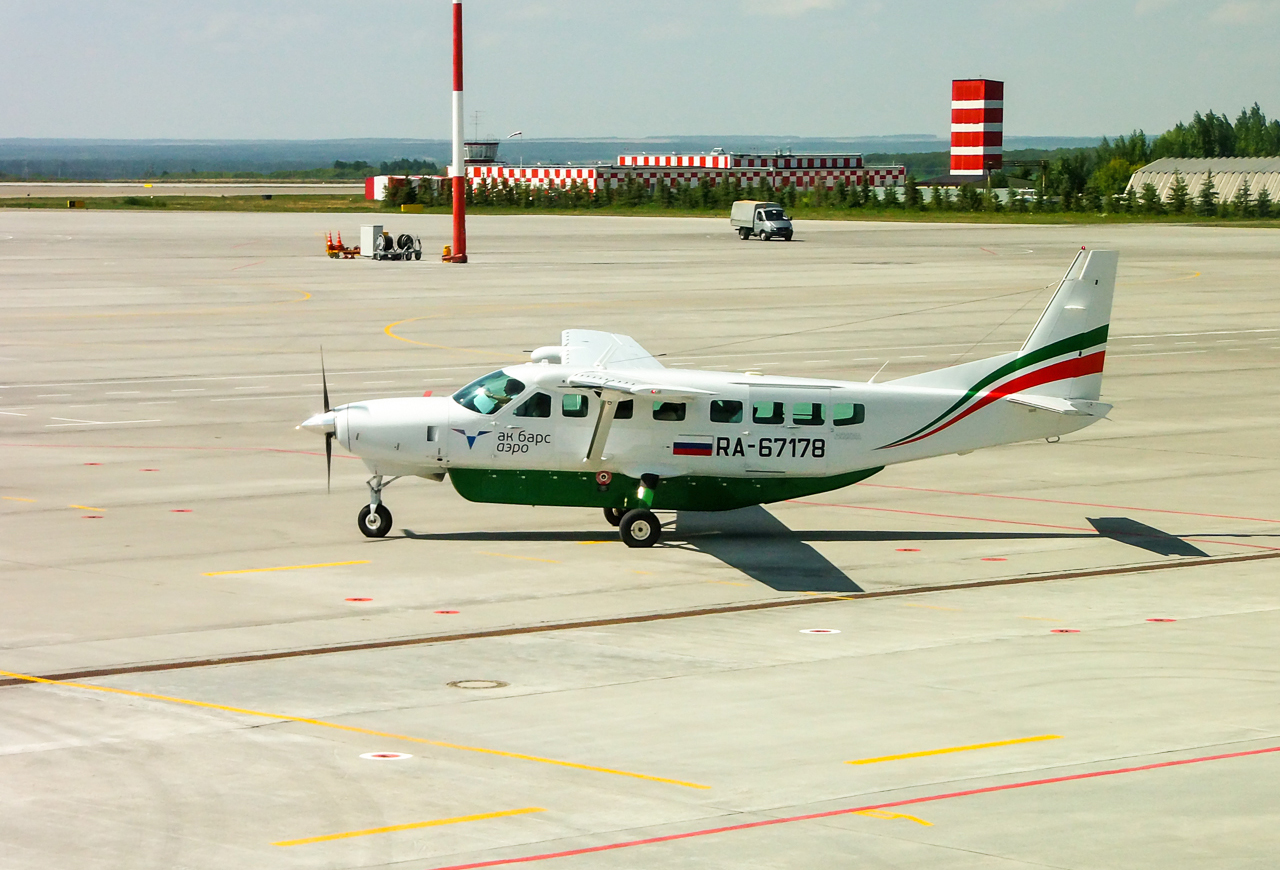
セスナ208

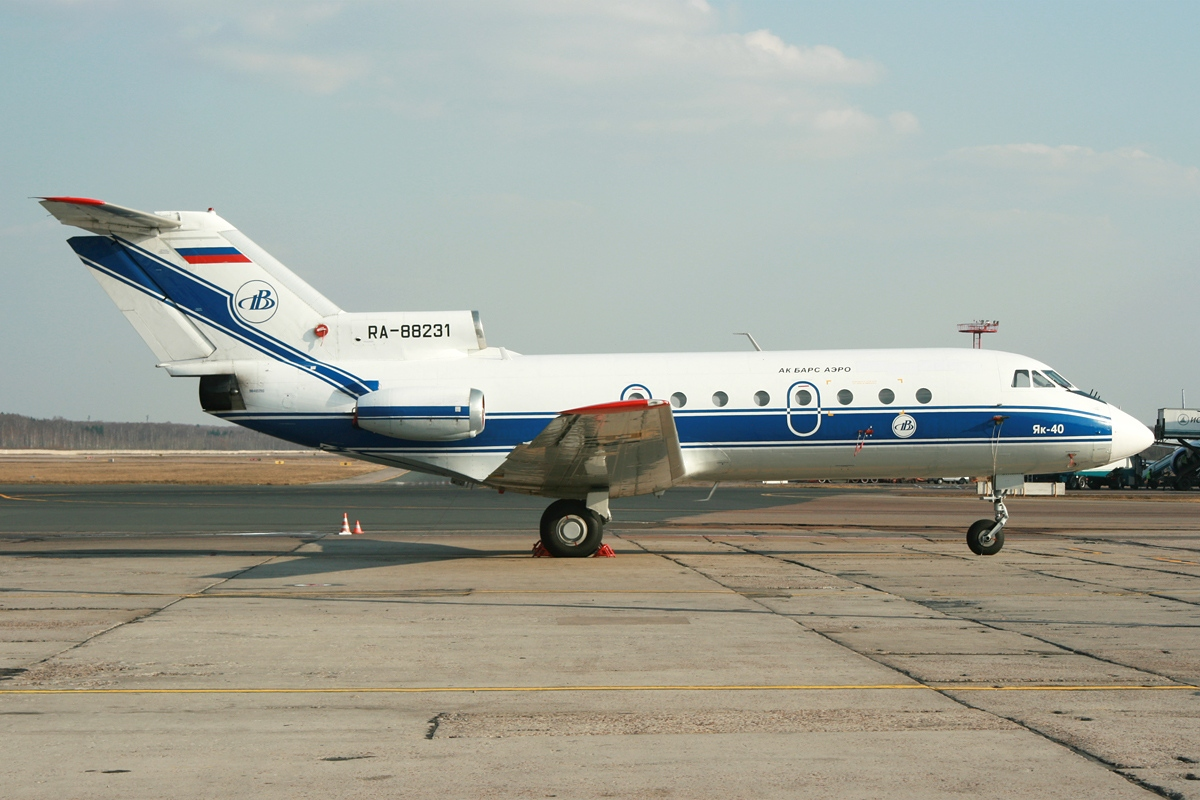
ヤク Yak-40

ブグリマ航空の保有機材は以下の通り（2012年12月現在）。

### 固定翼機
| 機種                              | 保有数 | 発注数 | 座席数 | 用途                 | 備考                                                                       |
| --------------------------------- | ------ | ------ | ------ | -------------------- | -------------------------------------------------------------------------- |
| ボンバルディア CRJ200             | 16     |        | 50     | 定期便/ チャーター便 |                                                                            |
| ボンバルディア チャレンジャー 600 | 1      | —      | 11     | VIPチャーター        |                                                                            |
| Yak-40                            | 10     | —      | 11-14  | VIPチャーター        | 3機以上が保管中。2機はGPWS搭載予定、その他は現行法に合わないため退役予定。 |

### ヘリコプター
| 機種                 | 保有数 | 発注数 | 座席数 | 備考 |
| -------------------- | ------ | ------ | ------ | ---- |
| ベル 407             | 不明   | 1      | 6      |      |
| ユーロコプター EC135 | —      | 1      | TBA    |      |
| Mi-8                 | 不明   | —      | 24     |      |
| ロビンソン R44       | 不明   | 2      | 3      |      |